# Ходень (альбом)
Ходень — один зі студійних альбомів альтернативного рок-гурту Онейроїд. Офіційно випущений у 2012 році.

## Перелік композицій
1. Клавіатор
2. Жнива
3. Грудень
4. Ходень
5. Віорунь
6. М. М. С. М.
7. Куниця
8. Віє війною
9. Гори ще

бонус-треки:
1. Жнива (trip mix)
2. Горище (dafanky mix)